# Lactarius Mons
|  | Per a altres significats, vegeu «Lactarius (desambiguació)». |

Lactarius Mons (en grec antic: Γάλακτος ὄρος) era el nom d'una muntanya prop d'Estàbia a Campània. Portava aquest nom per la qualitat de les pastures i de la llet que produïen les vaques de la regió. Era freqüentada pels malalts que consideraven beneficiosa una dieta de llet, segons explica Cassiodor i recomanava Galè.
Al peu d'aquesta muntanya Narses va derrotar i matar el rei ostrogot Teia l'any 553 dC a l'anomenada batalla del Mont Lactari.
Era una part de la serralada que es bifurca dels Apenins prop de Nocera (Nuceria), i separa la badia de Nàpols de la de Paestum.